# Jessica Origliasso
Jessica Louise Origliasso (Albany Creek, Queensland; 25 de diciembre de 1984), más conocida como Jessica Origliasso, es una cantante, compositora y actriz australiana de ascendencia italiana. Junto a su gemela Lisa Origliasso, forma parte del grupo australiano de pop rock The Veronicas.
Antes de The Veronicas, Origliasso tuvo una pequeña carrera en la actuación. En 2001, tuvo un papel recurrente en la serie de televisión Cybergirl como Emerald Buxton. En 2007, diseñó junto a su hermana la línea de ropa "The Veronicas" dirigida para chicas entre 7 y 14 años para la tienda comercial Target. Origliasso ha sido apoyada en su carrera de diseñadora por marcas como Nu:U, Calvin Klein, Keds y Estée Lauder.
Estuvo relacionada sentimentalmente con Billy Corgan del 2010 al 2012.
Estuvo relacionada sentimentalmente con Michael Clifford (Integrante de la banda 5 Seconds of Summer) del 2012 al 2013. También estuvo en una relación con la actriz australiana Ruby Rose de 2016 a abril de 2018. Antes de empezar esta relación las dos habían tenido un romance en 2009.

## Controversia
En 2008, se hicieron públicas unas fotografías con desnudos en donde se rumoró en varios sitios —entre ellos fleshbot.com— que se trataba de Jessica. Dentro de su base de seguidores hubo una incredulidad inicial sobre la veracidad de las imágenes. Luego de una campaña, varios de estos seguidores se organizaron para posar desnudos en forma similar aunque Jessica les pidió que no, porque estaba preocupada de que esto causaría que la gente creyera que ella había incitado a que se tomasen las imágenes.